# Miejski Ośrodek Kultury w Zawierciu
Miejski Ośrodek Kultury Centrum im. Adama Mickiewicza w Zawierciu – instytucja kultury, funkcjonująca w Zawierciu od 1980 roku.

## Historia
Na przełomie lat 70. i 80. w Zawierciu załamaniu uległo życie kulturalne: upadł Dom Kultury „Włókniarz” oraz świetlica „Zorza” na Borowym Polu. W odpowiedzi na to 1 października 1980 prezydent Zawiercia powołał Miejski Ośrodek Kultury. Ośrodek kształcił dzieci i młodzież w zakresie kultury, organizował kursy języków obcych, sekcje plastyki, aerobiku, teatr dziecięcy i zespół muzyczny, a także udostępniał twórczość filmową (kino). W 1988 roku dyrektorem ośrodka został Andrzej Danecki. W latach 90. zorganizowano m.in. Małą Akademię Jazzu, klub komputerowy czy sekcje: szachów, modelarstwa lotniczego czy wschodnich sztuk walki, zainaugurowano również (w 1995 roku) cykl spotkań ze znanymi ludźmi pn. „Znani i nieznani”.
W 2021 roku Daneckiego na stanowisku dyrektora zastąpiła Karolina Kindler-Skowronek.

## Działalność

### Kino
Kino w Miejskim Ośrodku Kultury „Centrum” rozpoczęło działalność maratonem filmowym w dniach 12–14 czerwca 1983, podczas którego wyświetlono filmy „Wilczyca” i „Butch Cassidy i Sundance Kid”. W dniach 25–27 października 1983 pokazano „Pensję pani Latter” oraz „I… jak Ikar”. W listopadzie 1983 roku zwiększono częstotliwość projekcji (od piątku do niedzieli raz w miesiącu), a w 1995 roku wydłużono liczbę dni od piątku do wtorku. W 1994 roku po raz pierwszy ośrodek wyświetlił polską premierę – film „Akademia Policyjna 7: Misja w Moskwie”. W grudniu tegoż roku Miejski Ośrodek Kultury zainaugurował Przegląd Polskiego Filmu Fabularnego, w ramach którego wyświetlane jest m.in. kino niezależne. W 2015 roku z oferty kina skorzystało 50 tysięcy osób.
Sala widowiskowo-kinowa liczy 560 miejsc.

### Galeria
Działalność galerii rozpoczęła się w maju 1982 roku, kiedy to dokonano wystawy fotografii „Wenus” Janusza Przypkowskiego. Galeria dysponuje dwiema salami ekspozycyjnymi o łącznej powierzchni 392 m². Od początku istnienia w galerii zorganizowano ponad 600 wystaw.

### Zespoły
- zespół teatralny „Brzdące” – grupa zrzeszająca przedszkolaków, funkcjonująca od 1987 roku[7]
- zespół teatralny „Śmieszki” – grupa zrzeszająca uczniów szkół podstawowych, funkcjonująca od 1987 roku[8]
- zespół słowno-wokalny „Pogodni” – grupa zrzeszająca członków Polskiego Związku Niewidomych oraz osoby z innymi grupami inwalidzkimi i ludzi starszych, funkcjonująca od 1989 roku[9]
- zespół taneczno-ruchowo-wokalny „Bajaderki” – zespół dziecięcy, funkcjonujący od 1994 roku[10]
- Reprezentacyjny Zespół Pieśni i Tańca „Zawiercie” – zespół pieśni i tańca, funkcjonujący od 1998 roku, trzykrotnie wyróżniony certyfikatem CIOFF[11]
- chór „Capella Vartiensiss” – czterogłosowy chór mieszany, funkcjonujący od 2002 roku[12]
- Zawierciańska Młodzieżowa Orkiestra Kameralna – grupa zrzeszająca zawierciańskich muzyków, funkcjonująca od 2015 roku[13]
- zespół folklorystyczny „Kromołowianie”
- Folky Band
- zespół folklorystyczny „Małe Zawiercie”

### Pracownie
- pracownia modelarstwa lotniczego – funkcjonująca od 1985 roku. W 2001 roku prowadzącym został Marian Kaziród[14]
- pracownia teatralna – funkcjonująca od 1985 roku[15]
- pracownia szkła artystycznego – funkcjonująca od 2008 roku[16]
- pracownia ceramiki – funkcjonująca od 2013 roku[17]
- pracownia plastyczna rysunku i malarstwa – funkcjonująca od 2015 roku[18]

### Szkółki
- szkółka bilardowa[19]
- szkółka szachowa[20]

### Kluby
- Klub Bilardowy – funkcjonujący od 1994 roku[21]
- Klub Ludzi Twórczo Zakręconych – klub zrzeszający artystów amatorów, nawiązujący do twórczości regionalnej, funkcjonujący od 2004 roku[22]
- Klub Let's Rock – klub taneczny[23]
- Klub Miłośników Ziemi Zawierciańskiej[24]
- Klub Miłośników Tanga Argentino[25]

### Inne
- Mała Akademia Jazzu – powstały w 1999 roku cykl audycji muzycznych dla dzieci i młodzieży[26]
- Uniwersytet Dziecięcy
- Uniwersytet Trzeciego Wieku